# Guillaume Rondelet
Guillaume Rondelet (Montpellier, 1507 – Réalmont, 1566) è stato uno zoologo francese.
Ottimo zoologo e anatomista, fu insegnante di anatomia all'Università di Montpellier e autore di ottime opere sull'ittiologia (De piscibus marinis, 1554). Divenne famoso anche come anatomopatologo, poiché dissezionò un piccolo figlio in pubblico per capirne le cause della morte.

## Opere

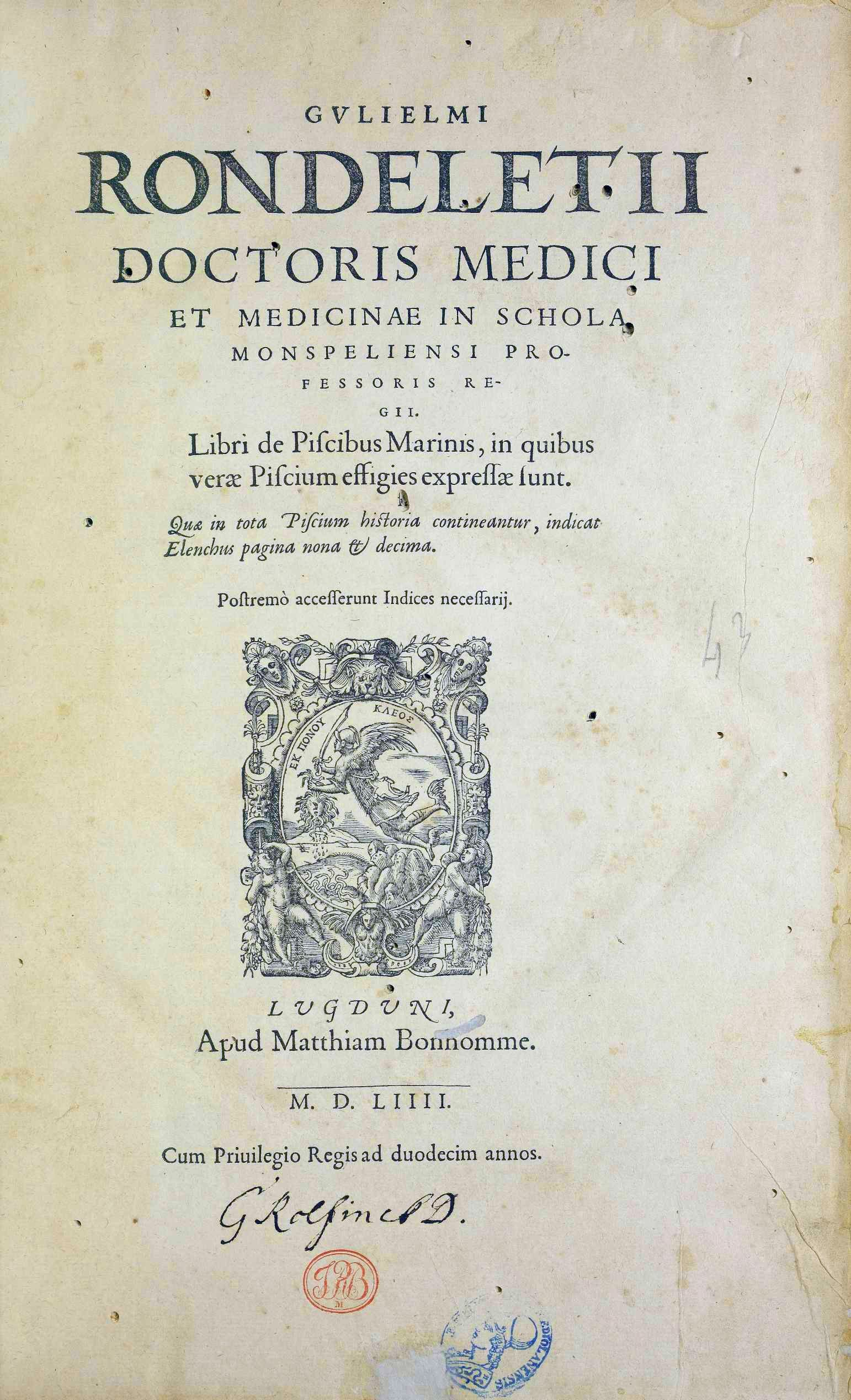
Libri de piscibus marinis, 1554

- (LA) Libri de piscibus marinis, Lyon, Macé Bonhomme, 1554.